# Spud Webb
Anthony Jerome „Spud“ Webb (* 13. Juli 1963 in Dallas, Texas) ist ein ehemaliger US-amerikanischer Basketballspieler.
Mit nur 1,70 Metern ist er einer der kleinsten Profi-Basketballer in der Geschichte der NBA. Seinen Größennachteil glich er durch eine außergewöhnliche Sprungkraft aus. Er war der kleinste Spieler, der jemals einen Slam Dunk Contest der NBA (1986) gewann.

## Karriere
Durch seine Größe bedingt war das Interesse der meisten Colleges ihn nach seinem Highschool-Abschluss in die Mannschaft aufzunehmen zunächst gering. Er wurde schließlich Mitglied des Teams des Midland Junior College, das er zu einem nationalen Juniorentitel im Jahr 1982 führte. Dadurch wurde die North Carolina State University auf Webb aufmerksam, die ihm ein Stipendium anbot.
Webb verbrachte den Großteil seiner aktiven Zeit in der NBA bei den Atlanta Hawks, war aber für jeweils kurze Zeit auch für Sacramento Kings, die Minnesota Timberwolves und die Orlando Magic aktiv.
Im Jahr 1998 beendete er seine Basketballkarriere.